# Discographie de Viktor Lazlo
Il s'agit de la discographie de la chanteuse Viktor Lazlo.

## Albums
| Année | Album                                        | Classement des ventes | Classement des ventes | Classement des ventes | Classement des ventes | Classement des ventes | Classement des ventes | Classement des ventes |
| Année | Album                                        | France                | Belgique              | Allemagne             | Autriche              | Suisse                | Pays-Bas              | Japon                 |
| ----- | -------------------------------------------- | --------------------- | --------------------- | --------------------- | --------------------- | --------------------- | --------------------- | --------------------- |
| 1985  | Canoë rose (mini-LP)                         | —                     | 16                    | —                     | —                     | —                     | —                     | 48                    |
| 1985  | She                                          | —                     | 8                     | 34                    | —                     | 27                    | —                     | 37                    |
| 1987  | Viktor Lazlo                                 | —                     | 1                     | 20                    | 16                    | 17                    | 11                    | 65                    |
| 1989  | Hot & Soul / Club désert                     | —                     | 7                     | 22                    | —                     | 22                    | 30                    | 65                    |
| 1991  | My Delicious Poisons / Mes poisons délicieux | —                     | —                     | —                     | —                     | —                     | 71                    | —                     |
| 1996  | Verso / Back to Front                        | —                     | —                     | —                     | —                     | —                     | —                     | —                     |
| 2002  | Loin de Paname                               | 67                    | —                     | —                     | —                     | —                     | —                     | —                     |
| 2002  | Amour(s)                                     | —                     | —                     | —                     | —                     | —                     | —                     | —                     |
| 2004  | Saga                                         | —                     | —                     | —                     | —                     | —                     | —                     | —                     |
| 2007  | Begin the Biguine                            | —                     | 9                     | —                     | —                     | —                     | —                     | —                     |
| 2012  | My Name is Billie Holiday                    | —                     | 18                    | —                     | —                     | —                     | —                     | —                     |
| 2017  | Woman                                        | —                     | 154                   | —                     | —                     | —                     | —                     | —                     |

## Compilations
- Sweet, Soft N' Lazy - The Exclusive Collection (1990)
- Sweet, Soft & Lazy - The Very Best Of (1993)
- Canoë Rose (1999)
- Classic songs (2003)
- Champagne and wine - The love collection (2004)
- Rarities - (2005)

## Singles
| Année | Single                                                   | Classement des ventes | Classement des ventes | Classement des ventes | Classement des ventes | Classement des ventes |
| Année | Single                                                   | France                | Belgique              | Pays-Bas              | Allemagne             | Québec                |
| ----- | -------------------------------------------------------- | --------------------- | --------------------- | --------------------- | --------------------- | --------------------- |
| 1984  | Backdoor Man                                             | —                     | —                     | 18                    | —                     | —                     |
| 1985  | Last Call For An Angel / Mata-Hari                       | —                     | —                     | —                     | —                     | —                     |
| 1985  | Canoë rose                                               | 14                    | 33                    | —                     | —                     | —                     |
| 1985  | Sweet, Soft N' Lazy / Ain't Gonna Come                   | —                     | —                     | —                     | —                     | —                     |
| 1985  | Loser                                                    | —                     | —                     | —                     | —                     | —                     |
| 1985  | Slow Motion                                              | —                     | —                     | —                     | —                     | —                     |
| 1986  | Pleurer des rivières                                     | 27                    | —                     | —                     | —                     | —                     |
| 1987  | Mata Hari                                                | —                     | —                     | —                     | —                     | 43                    |
| 1987  | Breathless                                               | —                     | 7                     | 33                    | —                     | —                     |
| 1987  | Take Me                                                  | —                     | —                     | —                     | —                     | —                     |
| 1987  | You Are My Man                                           | —                     | —                     | —                     | —                     | —                     |
| 1988  | Amour puissance six                                      | —                     | —                     | —                     | —                     | —                     |
| 1989  | City Never Sleeps                                        | —                     | —                     | 53                    | —                     | —                     |
| 1989  | In the Midnight Sky                                      | —                     | —                     | —                     | —                     | —                     |
| 1989  | Premier Rôle                                             | —                     | —                     | —                     | —                     | 3                     |
| 1990  | Long Distance (L'automne à Vienne)                       | —                     | —                     | —                     | —                     | 41                    |
| 1990  | Das erste Mal tat's noch weh (avec Stefan Waggershausen) | —                     | —                     | —                     | 6                     | —                     |
| 1990  | Ansiedad                                                 | —                     | 18                    | —                     | 56                    | 23                    |
| 1990  | Jesse (douce et innocente) (avec Stefan Waggershausen)   | —                     | —                     | —                     | 25                    | —                     |
| 1991  | Baiser sacré (avec Xavier Deluc)                         | —                     | —                     | —                     | —                     | —                     |
| 1991  | Teach Me To Dance                                        | —                     | —                     | —                     | —                     | 21                    |
| 1991  | Love Insane                                              | —                     | —                     | —                     | —                     | —                     |
| 1992  | Balade de Lisa                                           | —                     | —                     | —                     | —                     | —                     |
| 1993  | Vattene amore (avec Amedeo Minghi)                       | —                     | —                     | —                     | —                     | —                     |
| 1993  | The Dream Is In Our Hands                                | —                     | —                     | —                     | —                     | —                     |
| 1994  | Engel wie du (avec Juliane Werding et Maggie Reilly)     | —                     | 14                    | 25                    | —                     | —                     |
| 1996  | Ces rêves / My Love                                      | —                     | —                     | —                     | —                     | —                     |
| 1996  | Babe / Turn it All Around                                | —                     | —                     | —                     | —                     | —                     |
| 1998  | Amores (besame mucho) (avec Raul Paz)                    | —                     | —                     | —                     | —                     | —                     |
| 1999  | Message (avec Biagio Antonacci)                          | —                     | 7                     | —                     | —                     | —                     |
| 2004  | Total Disguise (avec Serhat Hacıpaşalıoğlu)              | —                     | —                     | —                     | —                     | —                     |
| 2004  | Fragilidad / Love To Love You Baby                       | —                     | —                     | —                     | —                     | —                     |
| 2016  | Promised Land                                            | —                     | —                     | —                     | —                     | —                     |
| 2017  | Lola & Jim                                               | —                     | —                     | —                     | —                     | —                     |

## Participations
- 1996 : Participation à deux morceaux sur l'album de Noël Douwe Egberts Christmas CD Vol. III (Santa Claus Is Coming To Town et Away In A Manger).
- 2008 : Citation du poème Les Pauvres à l'église sur l'album hommage à Arthur Rimbaud réalisé par le compositeur / joueur de didgeridoo Raphaël Didjaman sur le label Musical Tribal zik Records.
- 2011 :  Machins Choses sur l'album Gainsbourg Latino de Iyansa